# Przytuły (folwark)
Przytuły – dawny folwark, obecnie w obszarze wsi Przytuły w Polsce położony w województwie podlaskim, w powiecie łomżyńskim, w gminie Przytuły.

## Historia
W latach 1921–1939 folwark leżał w województwie białostockim, w powiecie kolneńskim (od 1932 w powiecie łomżyńskim), w gminie Przytuły.
Według Powszechnego Spisu Ludności z 1921 roku folwark zamieszkiwały 54 osoby w 2 budynkach mieszkalnych. Miejscowość należała do miejscowej parafii rzymskokatolickiej w m. Przytuły. Podlegała pod Sąd Grodzki w Stawiskach i Okręgowy w Łomży.